# Chiesa del Carmelo (Chiaramonti)
La chiesa del Carmelo è un edificio religioso situato a Chiaramonti, centro abitato della Sardegna nord-occidentale. Consacrata al culto cattolico, fa parte della parrocchia di San Matteo, arcidiocesi di Sassari.

La chiesa è ubicata dove un tempo si ergeva un convento ormai scomparso. Edificata a fine XVI secolo conserva due pregevoli altari lignei, uno dei quali risalente al '700.